# Ángel Fleita
Ángel Fleita (nacido el 7 de febrero de 1926) es un exfutbolista argentino. Se desempeñaba como delantero y su primer club fue Rosario Central.

## Carrera
Surgido del Club Colón de San Justo emigró a Rosario junto a su compañero Hector Staffora. Su debut en el primer equipo canalla se produjo en la undécima fecha del Campeonato de Primera División 1949, cuando Rosario Central cayó derrotado como visitante de Estudiantes de La Plata por 2-0; el entrenador centralista era Fermín Lecea. Sobre el final del torneo logró mayor participación, marcando cuatro goles en los últimos cinco cotejos de su equipo. Los dos primeros fueron ante Banfield en la goleada 5-1 por la 30.ª fecha; los restantes, ante el campeón Racing Club (victoria 4-1 en la 32.ª jornada) y River Plate (triunfo 2-1 en la 34.ª y última fecha). Al año siguiente participó sólo en siete encuentros, convirtiendo dos goles (ante Chacarita Juniors el 30 de abril de 1950 con victoria 3-1 y frente a San Lorenzo de Almagro el 17 de septiembre con triunfo 2-1). Totalizó 16 presencias defendiendo la casaca auriazul, con seis anotaciones.

## Clubes
| Club            | País      | Año       |
| --------------- | --------- | --------- |
| Rosario Central | Argentina | 1949-1950 |
| Mariscal Sucre  | Perú      | 1951      |
| Ciclista Lima   | Perú      | 1951-1953 |